# Arkharavia heterocoelica
Arkharavia heterocoelica ("de Arkhara heterocélica") es la única especie conocida del género extinto Arkharavia de dinosaurio saurópodo titanosauriano, que vivió a finales del período Cretácico hace aproximadamente 70 millones de años durante el Maastrichtiense, en lo que es hoy Asia. Fue descrita en 2010 por Alifanov y Bolotsky.

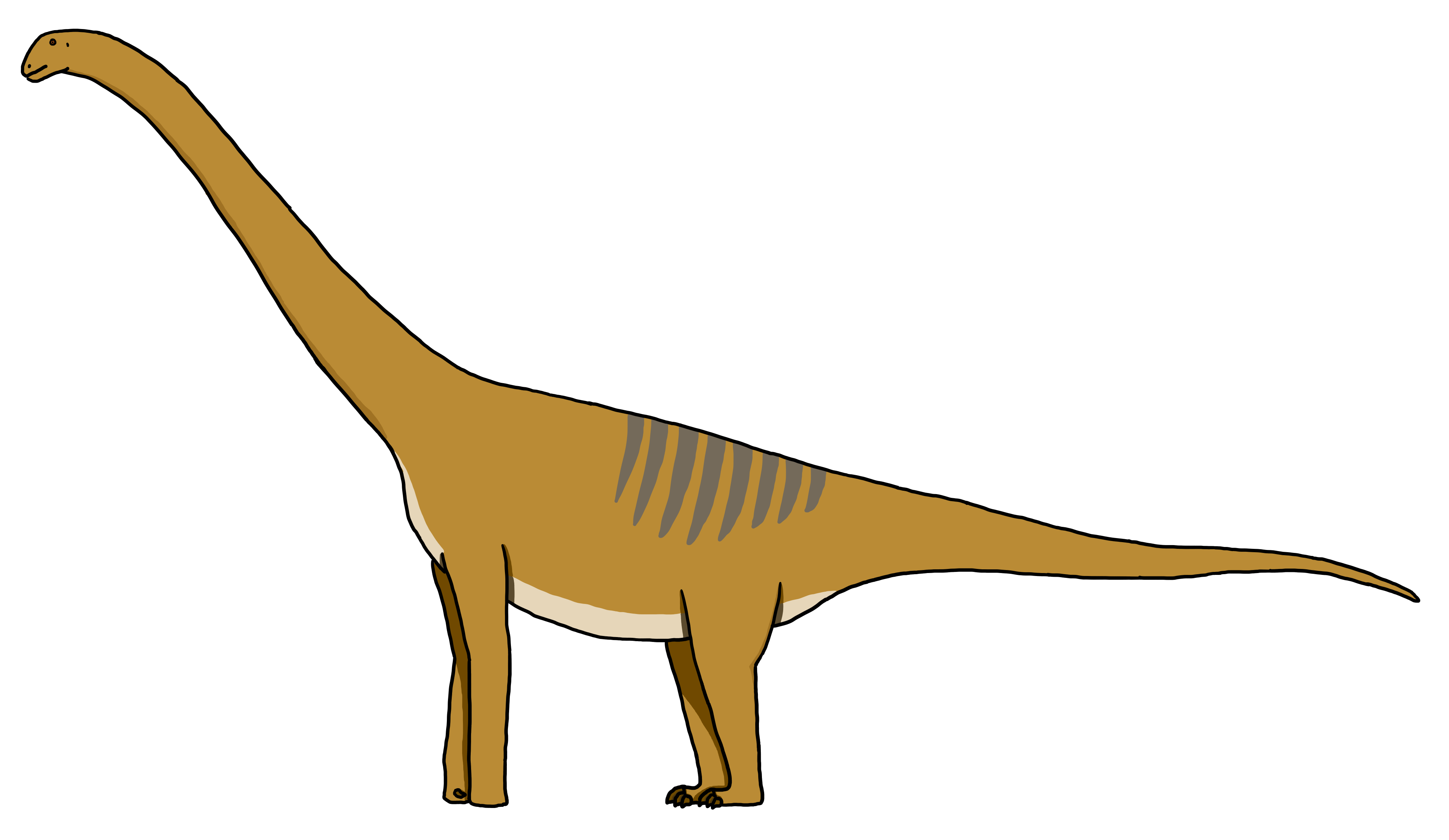
Recreación artística

El material holotipo material consiste en un único diente, vértebras proximales de al cola, cerca de su unión con el hueso sacro. Las vértebras son inusuales por ser débilmente  heterocélicas, lo que significa que el centro o el cuerpo de una vértebra tiene superficies como sillas de montar por donde se unen a las vértebras de enfrente o detrás de ella.
Arkharavia fue inicialmente clasificado como un saurópodo Titanosauriforme, posiblemente relacionado con Chubutisaurus, del Cretácico argentino. Sin embargo, un estudio posterior de 2011 consideró que la vértebra holotipo en realidad pertenecía a un hadrosáurido. En 2013 Mannion et al., en su trabajo sobre la osteología de Lusotitan, volvió a considerarlo un Somphospondyli basal, colocándolo nuevamente en su clasificación original. Nuevos descubrimientos ayudarán a dilucidar esta incógnita. Arkharavia fue encontrado en los depósitos mastrichtianos de Udur chukan svita de la Formación Udurchukan en la Región de Amur, cuál es una zona de muchos descubrimientos de dinosaurios en Rusia. Otros dinosaurios del área que compartieron territorio con Arkharavia fueron los lambeosaurinos,  Amurosaurus, Olorotitan y Charonosaurus y los hadrosaurinos Kerberosaurus y Wulagasaurus.